# Naród wybrany
Naród wybrany – istniejący szczególnie w judaizmie i większości wyznań chrześcijańskich pogląd o szczególnym związku Żydów z Bogiem, który jest niezmienny i przekazany w Starym (Rdz 28,14-15; Pwt 7,7n) i Nowym Testamencie (Rz 11,28n).
W ciągu całej historii różne grupy ludzi postrzegały siebie jako lud wybrany przez bóstwo do określonego celu. Zjawisko „ludu wybranego” jest powszechnie znane wśród Izraelitów i Żydów, gdzie termin ten odnosi się do Izraelitów jako ludu wybranego przez Jahwe, aby czcić tylko Jego i wypełniać misję głoszenia Jego prawdy na całym świecie. Niektórzy twierdzą, że są wybrańcami, opierając się na podobnych twierdzeniach dotyczących izraelskiego pochodzenia, jak w przypadku sekt Chrześcijańskiej Identyfikacji i sekt czarnych Hebrajczyków – obie uważają siebie (a nie Żydów) za „prawdziwy Izrael”. Inni postrzegają tę koncepcję jako duchową, zgodnie z którą osoby, które szczerze wierzą w Boga, są uważane za „prawdziwy” lud wybrany, "wybrańców"”. Pogląd ten jest rozpowszechniony wśród wielu wyznań chrześcijańskich, które historycznie wierzyły, że Kościół zastąpił Izrael jako lud Boży.
Antropolodzy zazwyczaj traktują przekonanie o wybraństwie jako formę etnocentryzmu.
Koncepcja ludu uprzywilejowanego lub wybranego przez Boga – którą można podsumować hasłami takimi jak Gott mit uns – może przyczyniać się do ogólnego nacjonalizmu.

## Judaizm
W judaizmie „wybranie” to przekonanie, że Żydzi, jako potomkowie starożytnych Izraelitów, są narodem wybranym, czyli są wybrani do zawarcia przymierza przymierzaz Bogiem. Idea wybrania Izraelitów przez Boga znajduje najbardziej bezpośrednio wyraz w Księdze Powtórzonego Prawa, gdzie odnosi się ona do Izraelitów na górze Synaj pod warunkiem przyjęcia przez nich przymierza Mojżeszowego między nimi a Bogiem. Zaraz po tym następuje dekalog, a siódmy dzień szabatu jest podany jako znak przymierza, z wymogiem, aby Izrael go przestrzegał, w przeciwnym razie zostanie odrzucony. Czasownik „bahar” (hebr. בָּחַ֣ר) jest przywoływany w innych miejscach Biblii Hebrajskiej przy użyciu innych terminów, takich jak „święty lud”. W literaturze rabinicznej wiele napisano na te tematy. Trzy największe wyznania żydowskie – judaizm ortodoksyjny, judaizm konserwatywny i judaizm reformowany – podtrzymują wiarę, że Żydzi zostali wybrani przez Boga w określonym celu. Czasami wybór ten postrzegany jest jako powierzenie Żydom szczególnej misji – bycia światłem dla narodów i przykładem przymierza z Bogiem opisanego w Torze. Po raz pierwszy zostało to wyraźnie nakreślone w Księdze Rodzaju 12:2: „Uczynię bowiem z ciebie wielki naród, będę ci błogosławił i twoje imię rozsławię: staniesz się błogosławieństwem”.

Mimo że pojęcie „”wybraństwa” może być przez niektórych rozumiane jako oznaczające supremację etniczną konserwatywny judaizm zaprzecza temu, twierdząc, że w wyniku bycia wybranymi Żydzi ponoszą również największą odpowiedzialność, co pociąga za sobą najsurowszą karę za nieposłuszeństwo. Idea narodu izraelskiego jest rezultatem niezbadanej woli Boga, a nie szczególnych zasług tego narodu. Wszystkie nieszczęścia jakie spotykają Żydów są karą za zawiedzenie boskich oczekiwań (Iz 2,3; 60, 1-3; Mi 4,2; Za 8, 13.23) – Izraelici nie grzeszyli bardziej, ale jako naród wybrany są surowiej karani.
„Niewiele przekonań było przedmiotem tak wielu nieporozumień jak doktryna „ludu wybranego”. Tora i prorocy jasno stwierdzili, że nie oznacza to żadnej wrodzonej wyższości Żydów. Jak powiedział Amos (3:2): „Spośród wszystkich rodów ziemi, poznałem tylko was, dlatego i was nawiedzę za wszystkie wasze winy.”. Tora mówi nam, że powinniśmy być „królestwem kapłanów i narodem świętym”, z zobowiązaniami i obowiązkami wynikającymi z naszej gotowości do przyjęcia tego statusu. Nie jest to bynajmniej zezwolenie na specjalne przywileje, ale wiąże się z dodatkowymi zobowiązaniami nie tylko wobec Boga, ale także wobec naszych bliźnich. Jak zostało to wyrażone w błogosławieństwie podczas czytania Tory, nasz lud od zawsze uważał za przywilej bycie wybranym do takiego celu. Dla współczesnego tradycyjnego Żyda nauka o wybraństwie i przymierzu Izraela nadaje sens istnieniu Żydów, który przekracza ich własne interesy. Sugeruje ona, że ze względu na naszą szczególną historię i unikalne dziedzictwo jesteśmy w stanie pokazać, że lud, który traktuje poważnie ideę przymierza z Bogiem, może nie tylko prosperować w obliczu opresji, ale także być źródłem błogosławieństwa dla swoich dzieci i sąsiadów. Zobowiązuje nas to do budowania społeczeństwa sprawiedliwego i pełnego współczucia na całym świecie, a zwłaszcza w ziemi Izraela, gdzie możemy uczyć poprzez przykład, co to znaczy być „ludem przymierza, światłem dla narodów”.

Podobnie rabin lord Immanuel Jakobovits postrzega pojęcie „”wybraństwa” jako wybór przez Boga różnych narodów, a co za tym idzie także jednostek, do wniesienia wyjątkowego wkładu w świat, podobnie jak w przypadku podziału pracy.
Tak, wierzę w koncept narodu wybranego, potwierdzony przez judaizm w jego świętych pismach, modlitwach i tysiącletniej tradycji. W rzeczywistości wierzę, że każdy naród – a w bardziej ograniczonym sensie każda jednostka – jest „wybrany” lub przeznaczony do realizacji określonego celu w ramach realizacji planów Opatrzności. Tyle że niektórzy wypełniają swoją misję, a inni nie. Być może Grecy zostali wybrani ze względu na swój wyjątkowy wkład w sztukę i filozofię, Rzymianie – za swoje pionierskie osiągnięcia w dziedzinie prawa i rządzenia, Brytyjczycy – za wprowadzanie rządów parlamentarnych na świecie, a Amerykanie – za wprowadzanie demokracji w pluralistycznym społeczeństwie. Żydzi zostali wybrani przez Boga, aby być „ szczególnymi dla Mnie" jako pionierzy religii i moralności; to było i jest ich przeznaczeniem jako narodu.

## Chrześcijaństwo

### Chrześcijańska Identyfikacja
Chrześcijańska Identyfikacja to przekonanie, zgodnie z którym tylko ludy germańskie, anglosaskie, celtyckie, nordyckie lub aryjskie oraz osoby o pokrewnym pochodzeniu są potomkami Abrahama, Izaaka i Jakuba, a tym samym potomkami starożytnych Izraelitów.
 Niezależnie praktykowana przez osoby prywatne, niezależne zgromadzenia i pewne gangi więzienne, nie jest zorganizowaną religią ani nie jest powiązana z konkretnymi chrześcijańskimi odłamami.  Jej teologia propaguje rasową interpretację chrześcijaństwa. Przekonania dotyczące Chrześcijańskie Identyfikacji zostały przede wszystkim opracowane i propagowane przez amerykańskich autorów, którzy uważali Europejczyków za „lud wybrany”, a Żydów za przeklęte potomstwo Kaina.  Jej teologia propaguje rasową interpretację chrześcijaństwa. Wiara w tożsamość chrześcijańską została opracowana i propagowana przede wszystkim przez amerykańskich autorów, którzy uważali Europejczyków za „lud wybrany”, a Żydów za przeklęte potomstwo Kaina, „hybrydy węża” lub nasienie węża, co jest znane jako doktryna dwóch linii nasienia. Sekty i gangi propagujące supremację białej rasy przyjęły później wiele z tych nauk.
Chrześcijańska tożsamość głosi, że wszystkie osoby niebiałe (niebędące w całości pochodzenia europejskiego) zostaną albo unicestwione, albo zniewolone, aby służyć białej rasie w nowym Królestwie Niebieskim na Ziemi pod panowaniem Jezusa Chrystusa. Jej doktryna głosi, że tylko ludzie „adamiczni” (biali) mogą osiągnąć zbawienie i raj.